# Rotor BERP

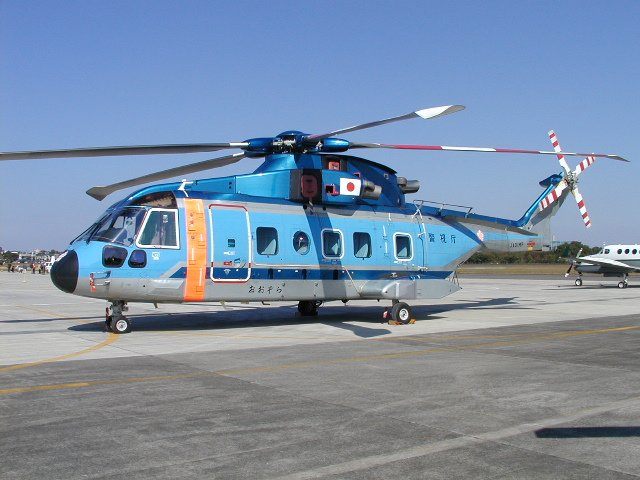
Un AgustaWestland AW101 (antiguamente hasta 2007 denominado EH101) del Departamento de Policía Metropolitano de la capital japonesa de Tokio. El diseño BERP corresponde al extremo de color blanco de cada aspa del rotor principal.

La sigla BERP corresponde a  British Experimental Rotor Programme (“programa experimental de rotor británico”). Las primeras aspas de este tipo fueron desarrolladas entre fines de la década de 1970 y mediados de la de 1980 a través de un emprendimiento conjunto (joint venture) entre el fabricante inglés Westland Aircraft y el Royal Aircraft Establishment (“establecimiento de la Real Fuerza Aérea británica”, RAF). La meta buscada era incrementar la capacidad de elevación de los helicópteros ( así como sus velocidades máximas), al usar nuevos materiales y, sobre todo, un nuevo diseño revolucionario en los extremos de las aspas del rotor principal.
La versión inicial, conocida simplemente como BERP I fue usada en el helicóptero Westland Lynx 800. En 1986, uno de éstos especialmente modificado (denominado G-LYNX) pilotado por el piloto de pruebas John Egginton, que incorporaba la por entonces aspas primera versión de las aspas BERP, estableció un récord (plusmarca) absoluto de velocidad para helicópteros (que aún se mantiene) de 400,87 km/h (216,45 nudos) en dos circuitos de 15 y 25 km respectivamente.
Algunos de los helicópteros modernos que incorporan esta tecnología son:
- BERP III:

AgustaWestland AW101
Los Westland Super Lynx (“Súper lince”) actualizados.
- BERP IV:

AgustaWestland AW101 (ex EH 101)
VH-71 Kestrel (“Cernícalo”)